# Lustmord
Lustmord — проект музыканта Брайана Уильямса (англ. Brian Williams), одного из пионеров жанра дарк-эмбиент. В его музыке объединены различные методы акустического воздействия на слушателя: вплетающиеся в музыку крики людей, внезапно меняющиеся уровни звука, уникальная практика полевых записей и использование очень низких частот.

## История
Родился в Северном Уэльсе, позже перебрался в Лондон, где познакомился с участниками группы Throbbing Gristle, вдохновившими его на создание собственной музыки. Проект Lustmord возник в 1980 году, а в 1982 году Уильямс вступил в SPK.
Lustmord миксовал записи, сделанные на скотобойнях, в криптах и пещерах, с ритуальными тибетскими звучаниями, экспериментировал с частотными диапазонами и уровнями громкости. В 1990 году вышел альбом Heresy, признанным новым рубежом в направлении дарк-эмбиент. Уильямс участвовал в создании саундтреков к 44 голливудским фильмам, в том числе для фильмов «Ворон» и «Другой мир».
Работал с Tool, Робертом Ричем, Стивом Роучем, Puscifer, Melvins.
В начале 1990-х музыкант вместе со своей женой Трейси, менеджером звукозаписывающей студии, переехал в Калифорнию.
Уильямс не выступал вживую в течение 25 лет до 6 июня 2006 года, когда он согласился сыграть на церемонии празднования 40-летия Церкви Сатаны в Лос-Анджелесе. Запись выступления была выпущена под названием Lustmord Rising (06.06.06). Сам Lustmord в интервью The Guardian признал, что является убеждённым атеистом, а предложение выступить на мероприятии было «слишком забавным, чтобы от него отказаться».
8 апреля 2012 года Lustmord вместе с Bad Sector выступил в московском кинотеатре 35ММ.

## Дискография
- A Document of Early Acoustic & Tactical Experimentation (1982) — переиздан на CD в 1991 на Dark Vinyl Records
- Paradise Disowned (1986 LP Side Effects)
- Heresy (1990 CD Soleilmoon)
- The Monstrous Soul (1992 CD Side Effects)
- The Place Where The Black Stars Hang (1994 CD Side Effects)
- Strange Attractor (1996 12" винил Plug Research)
- Purifying Fire (2000 CD Soleilmoon)
- Metavoid (2001 CD Nextera)
- Zoetrope (2002 CD Nextera)
- Carbon/Core (2004 CD Happy Pencil) — является саундтреком к сайту художника Cam de Leon (Happy Pencil)
- Lustmord Rising (06.06.06) (2006 CD Vaultworks) — первое «живое» исполнение, приуроченное к 25-летию проекта. Записано 6 июня 2006 года, в Лос-Анджелесе (The Center for Inquiry), в качестве звукового сопровождения первой публичной мессы Церкви Сатаны.
- O T H E R (2008 CD Hydra Head Industries)
- The Dark Places Of The Earth (2009 CD Hydra Head Industries)
- T R A N S M U T E D (2009 CD Hydra Head Industries)
- B E Y O N D (2009 CD Hydra Head Industries)
- Songs of Gods and Demons (2011 CD Vaultworks) — собрание ранее не издававшихся работ 1994—2007
- The Word As Power (2013 CD Blackest Ever Black)
- Dark Matter (2016 CD Touch)
- First Reformed (2019 CD Vaultworks)

### Совместные альбомы
- Stalker (1995 CD Fathom) — совместно с Робертом Ричем (Robert Rich)
- Lustmord vs Metal Beast (1997 CD Side Effects)
- Law Of The Battle Of Conquest (2002 CD Hymen Records) — совместно с Hecate
- Pigs of the Roman Empire (2004 CD Paragoric) — совместно с Melvins
- Juggernaut (2007 CD Hydra Head Industries) — совместно с King Buzzo
- Vampillia Meets Lustmord (2015) — совместно с Vampillia

### Другие проекты
- Terror Against Terror — Terror Against Terror (1992 CD Ipecac) — в духе A Document of Early Acoustic & Tactical Experimentation
- Isolrubin BK — Crash Injury Trauma (1993 CD Soleilmoon)
- Arecibo — Trans Plutonian Transmissions (1994 CD Atmosphere)

### Сборники саундтреков
- Underworld - Original Score (2003 CD Edel Records) — продюсеры: Lustmord и Paul Haslinger
- The Crow : City of Angels (1994 CD Varese Serabande)
- The Crow (1994)
- First Reformed (2019)

## Видеография
- «Zoetrope» — короткометражный фильм по произведению Франца Кафки «В поселении осуждённых» (1999 г., продолжительность 15 мин, режиссёр Charlie Deaux)
- Carbon/Core (продолжительность 2 мин 22 с)